# Маршфилд (Вермонт)
Маршфилд (енгл. Marshfield) град је у америчкој савезној држави Вермонт.

## Демографија
По попису из 2010. године број становника је 273, што је 11 (4,2%) становника више него 2000. године.
| Група             | 2000.       | 2010.       |
| Белци             | 256 (97,7%) | 256 (93,8%) |
| Афроамериканци    | 0 (0,0%)    | 0 (0,0%)    |
| Азијати           | 1 (0,4%)    | 3 (1,1%)    |
| Хиспаноамериканци | 2 (0,8%)    | 5 (1,8%)    |
| Укупно            | 262         | 273         |